# Eduardo Clifford Spencer

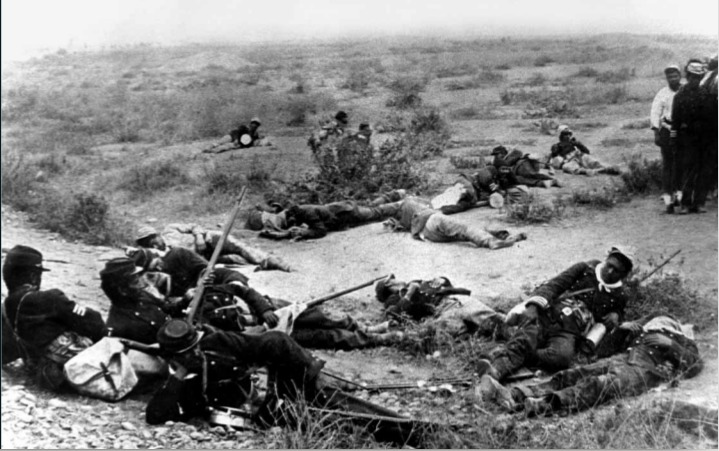
Spencer: Zranění vojáci po bitvě u Miraflores

Eduardo Clifford Spencer (narozený jako Edward Clifford Spencer; 1844 Iowa, Spojené státy americké – 27. března 1914 Providencia, Chile) byl americký fotograf, který žil v Chile přibližně v letech 1865-1870.

## Životopis
Byl synem pastora Jamese H. Spencera a Sary Laffertyové, obyvatel Calgary a Saint John (Kanada). Před rokem 1875 se oženil s Javierou de Bow, se kterou měl tři děti: Jamese Herberta (španělsky Santiago Heriberto), Sally a Javieru Spencer de Bow.
Mezi lety 1865 a 1870 přijel do Chile, kde se etabloval jako fotograf, nejprve v Santiagu a před rokem 1875 ve Valparaíso, kde spolupracoval s Carlosem Bischoffem v rámci partnerství Bischoff a Spencer. 
V roce 1879 byla vyhlášena válka v Pacifiku a Spencer se vydal na bojiště spojené s Carlosem Díazem Escuderem. Cestoval s povolením chilské armády, aby dokumentoval chilské vojenské tažení v Bolívii a Peru. Technické podmínky umožňovaly fotografovi fotografovat pouze hlavní velitele a jednotky armád před nebo po bitvách, nepřátelské zajatce a mrtvé a ruiny nepřátelských měst. Po válce byl chilskou vládou vyznamenán. 

## Galerie

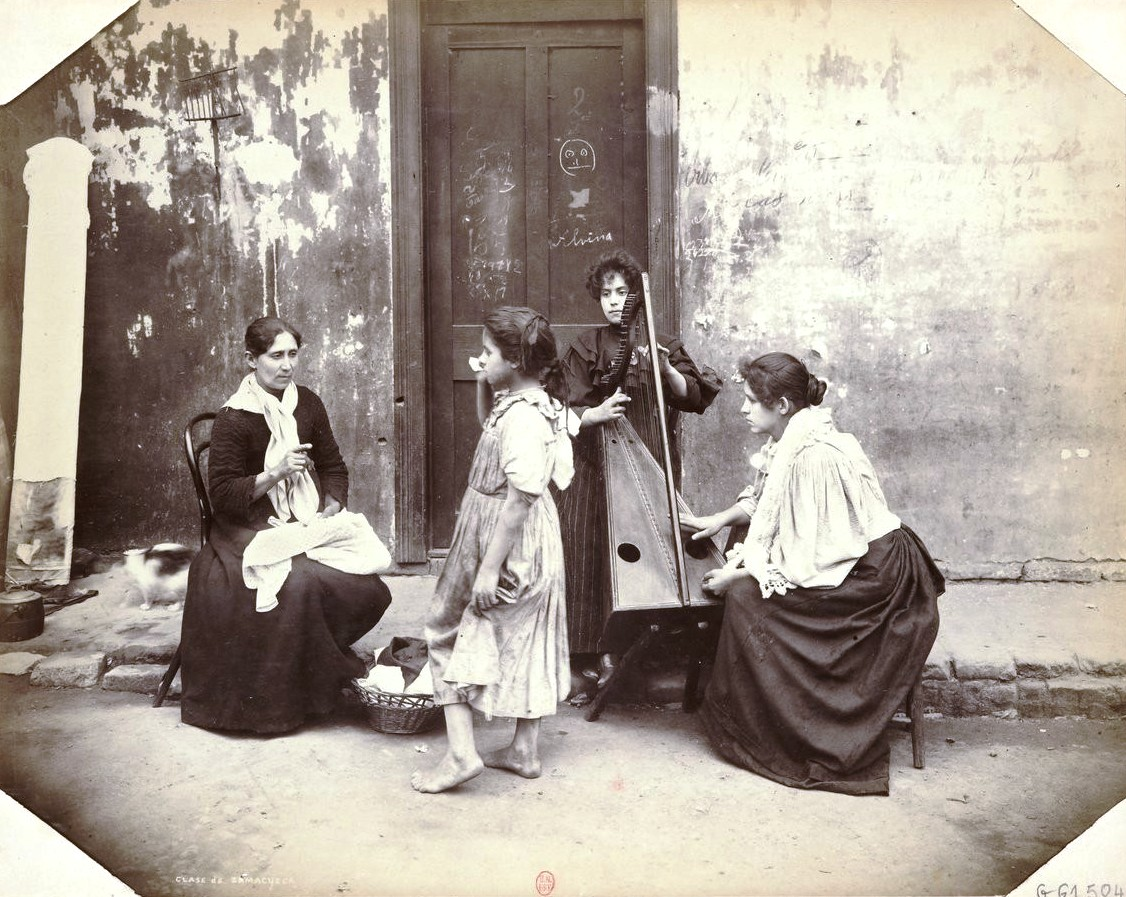
Výuka tradičního chilského národního tance cueca, 1890–1900
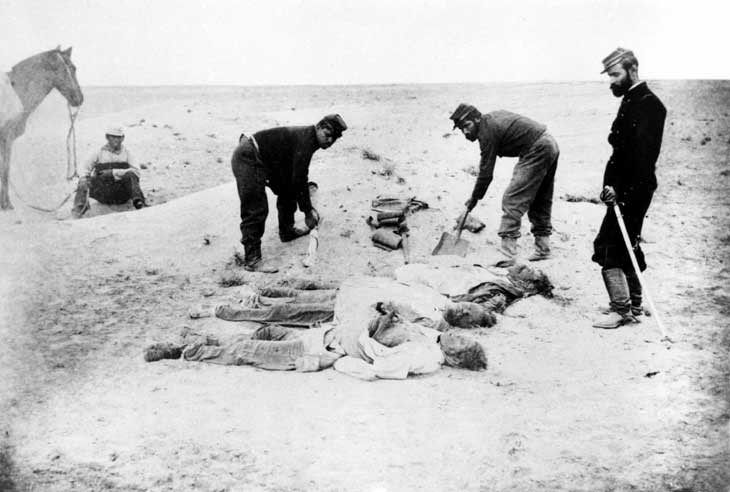
Fotografie mrtvých mužů na poli La Alianza během Tichomořské války v roce 1879. „Fotografie poručíka dělostřelectva Luise Solo de Zaldívara Alemparteho, který spolu se dvěma svými vojáky pohřbívá skupinu tří bolivijských vojáků padlých v bitvě u Tacny. Vyvýšenina za skupinou je tvořena zeminou, která již pokrývá jinou, početnější skupinu mrtvých. Všechny temné hrůzy války lze pochopit jen pohledem na tento ponurý výjev. Nezřetelní, roztrhaní a zohavení mrtví končí pod zemí, promíchaní a často navždy zapomenutí.“ (Převzato z chilského deníku El Nuevo Ferrocarril, 23. září 1880.)
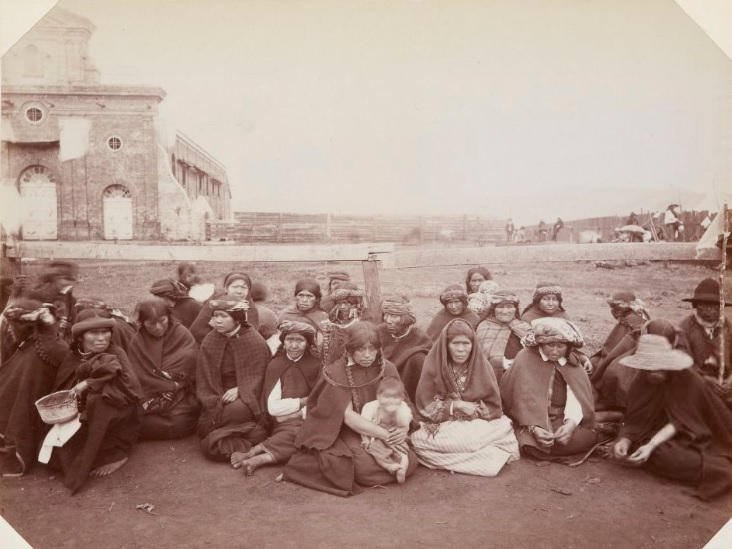
Mapučové v Mulchénu, region La Araucanía, Chile
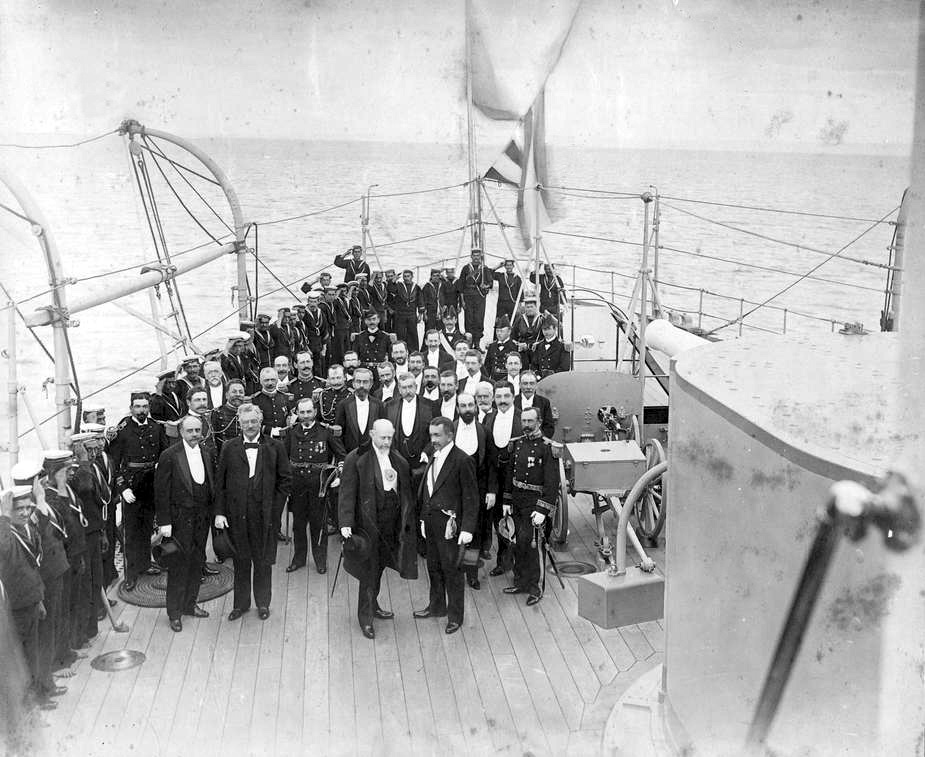
Prezidenti Federico Errázuriz Echaurren (Chile) a Julio Argentino Roca (Argentina) se setkali v Magellanském průlivu v roce 1899 při tzv. „Objímání v průlivu“
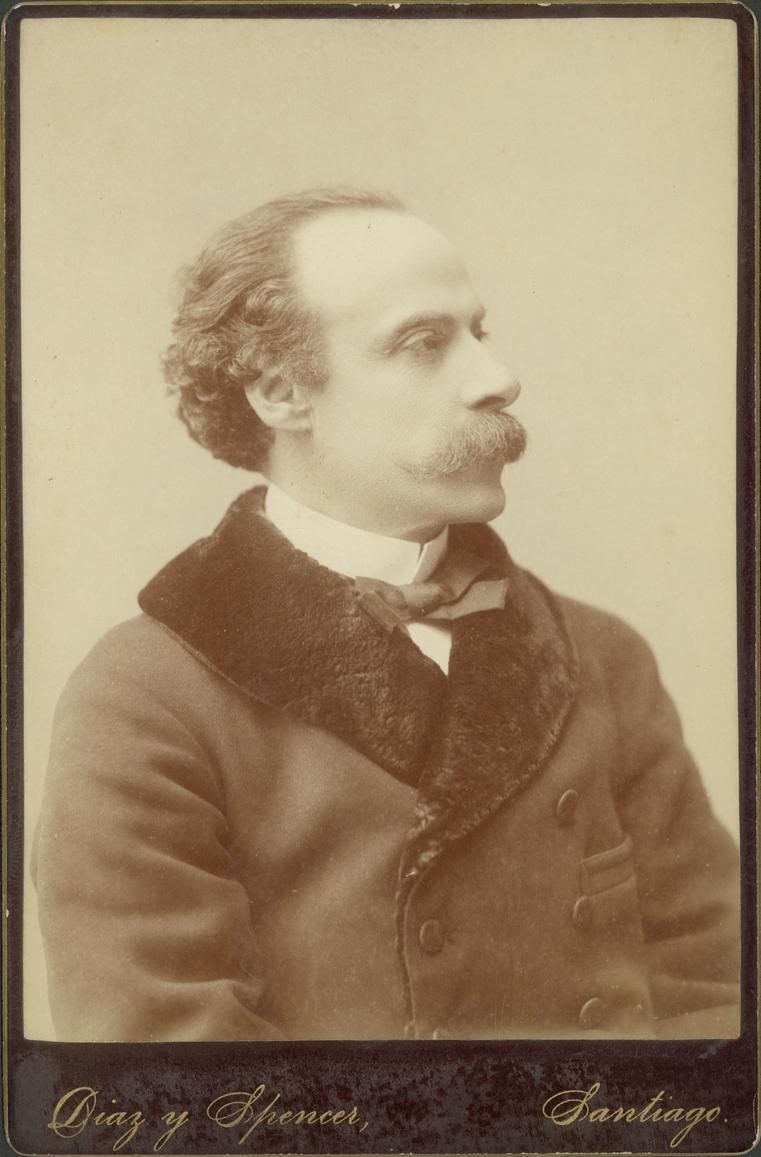
Portrét José Manuela Balmacedy Fernándeze, asi 1875[pozn. 1]
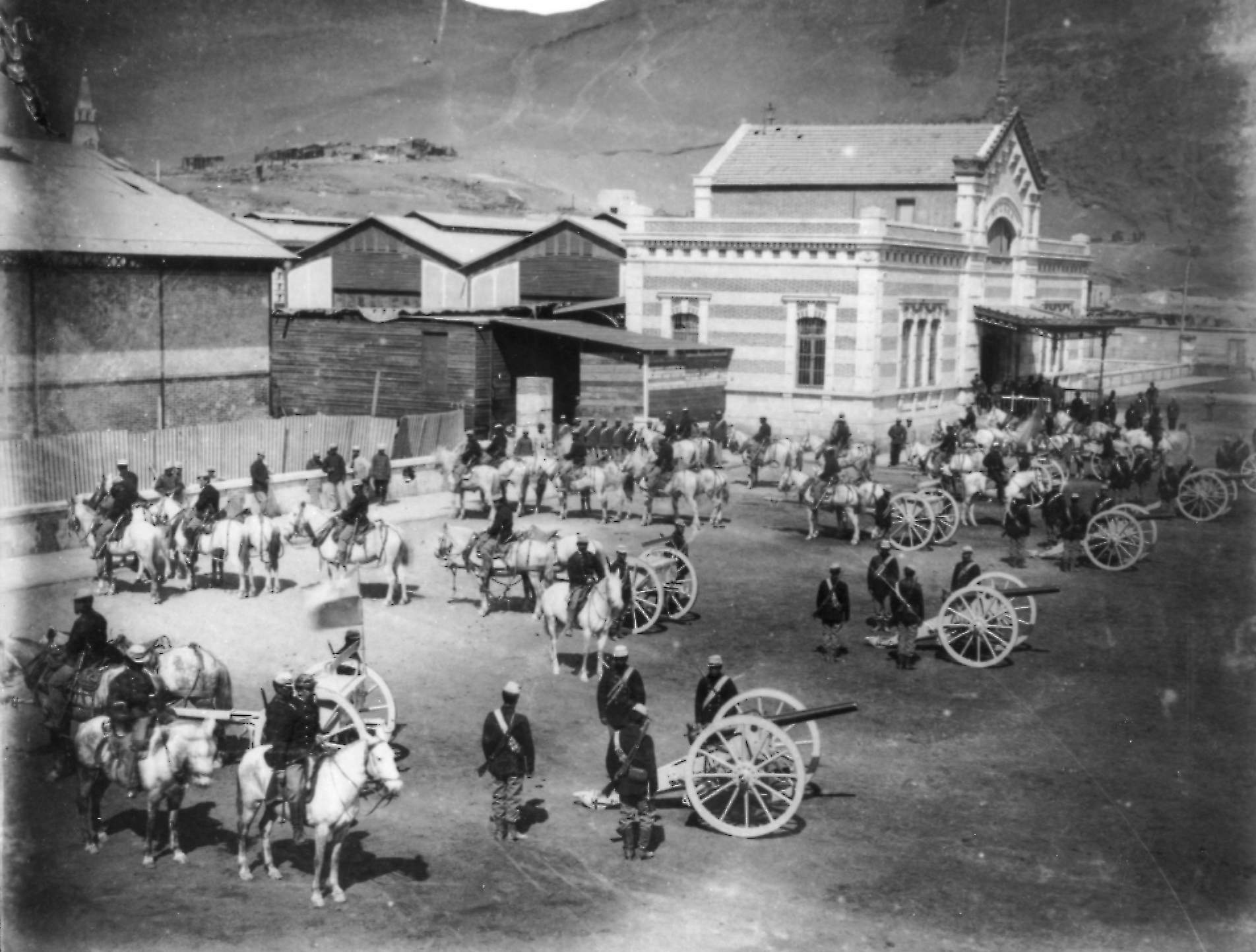
Baterie chilské dělostřelecké jednotky č. 2 v Arice z roku 1880. Na snímku jsou polní kanóny Krupp ráže 75 mm, délky hlavně L/26, s dostřelem 4600 metrů.